# Dimethylsilandiol
Dimethylsilandiol (DMSD) ist eine chemische Verbindung und gehört zu den Silanolen. Es ist ein Derivat von Monosilan und das Siliciumanalogon des instabilen Propan-2,2-diol.

## Darstellung und Gewinnung
Dimethylsilandiol wird durch Hydrolyse von Dichlordimethylsilan hergestellt.
{\displaystyle {\ce {(CH3)2SiCl2 + 2 H2O -> (CH3)2Si(OH)2 + 2 HCl}}}

## Eigenschaften
Dimethylsilandiol ist ein farbloser Feststoff mit einem Schmelzpunkt von 99–100 °C.
Es polykondensiert leicht zu Polydimethylsiloxanen.
Der log KOW beträgt −0,41.

## Verwendung
Dimethylsilandiol zählt zu den chemischen Stoffen, die in großen Mengen hergestellt werden („High Production Volume Chemical“, HPVC) und für die von der Organisation für wirtschaftliche Zusammenarbeit und Entwicklung (OECD) eine Datensammlung zu möglichen Gefahren („Screening Information Dataset“, SIDS) in Vorbereitung ist. Dimethylsilandiol ist kommerziell nicht erhältlich. Es wird zur Herstellung von Siliconen verwendet.

## Biologische Bedeutung
Hexamethyldisiloxan, Octamethylcyclotetrasiloxan und Decamethylcyclopentasiloxan können in Tieren zu Dimethylsilandiol metabolisiert werden. Bei Menschen wurden ähnliche Stoffwechselwege wie in den Tierversuchen gefunden. Zudem ist Dimethylsilandiol ein mögliches Hydrolyseprodukt von Polydimethylsiloxan-Ketten.